# Редольфи, Родольфо Архентино
Родольфо Архентино Редольфи (исп. Rodolfo Argentino Redolfi; 25 мая 1928, Кордова — 2 декабря 2013, Кордова) — аргентинский шахматист, гроссмейстер ИКЧФ (1994).

## Биография
В шахматы начал играть в возрасте шестнадцати лет. Десять раз побеждал в чемпионатах по шахматам аргентинской провинции Кордова (1952, 1953, 1954, 1956, 1957, 1959, 1960, 1972, 1979, 1988). Участник финалов чемпионатов Аргентины по шахматам, где лучший результат показал в 1958 году, когда вместе с Оскаром Панно поделил второе место (победил Герман Пильник).
Представлял сборную Аргентины на крупнейших командных турнирах по шахматам:
- в шахматных олимпиадах участвовал в 1958 году и в командном зачёте завоевал бронзовую медаль;
- в командных чемпионатах мира по шахматам среди студентов участвовал в 1958 году[2].

Был известен как участник шахматных турниров по переписке. За успехи в этих турнирах Международная федерация шахматной игры по переписке (ИКЧФ) в 1990 году присвоила ему звание международного мастера по переписке, а в 1994 году Редольфи стал гроссмейстером по переписке